# Gino Saviotti
Gino Saviotti (Arpino, 1891 – Lisbona, 1980) è stato uno scrittore e saggista italiano.

## Biografia
Nato ad Arpino, all'epoca nella provincia della Terra di Lavoro, seguì il padre insegnante di lettere nei suoi trasferimenti in varie città del Centro Sud. Approdato a Livorno e terminata l’istruzione primaria, si iscrisse alla facoltà di lettere e filosofia presso la Normale di Pisa. Per essere libero da obblighi ed orari scelse di non usufruire del collegio ma risiedette tra Pisa e Livorno, autofinanziandosi con la pubblicazione di riviste critiche e satiriche di cui era redattore unico, vignettista e impaginatore. A Livorno frequentò sia l'ambiente dei macchiaioli toscani che quello di alcuni gruppi di socialisti tra cui quello di Modigliani. Con assiduità frequentò anche i teatri, lirici e di prosa, di entrambe le città ed ebbe occasione di far conoscenza, a livello familiare, di Pietro Mascagni e Giacomo Puccini.
Si laureò nel 1913 assieme al suo compagno di corso Luigi Russo con una preparazione di prim'ordine avendo avuto come insegnante il celebre studioso di lettere e critico Alessandro d'Ancona.
Poco dopo, appena ventitreenne, si sposò con la compagna di corso Lina Guerrieri.
Nel 1915 pubblicò un volume di versi dal titolo I dolci inganni. 
Prese parte alla prima guerra mondiale che lasciò un segno nel suo animo.
Scelse la strada dell'insegnamento ed anche lui, come il padre, venne trasferito in diverse città. Di ciò approfittò sempre per entrare in contatto con i più eminenti personaggi della cultura locale.
Nel 1920 ad Arezzo fondò la rivista Pagine critiche, interrotta nel 1922 e ripresa a Parma nel 1926. Una pubblicazione che nella sua pur breve vita ebbe molti collaboratori autorevoli. A Parma conobbe il commediografo Ugo Betti e particolarmente Cesare Zavattini che gli fu insieme amico e discepolo. Su invito di quest'ultimo scrisse in vari tempi saggi e articoli sulla Gazzetta di Parma. 
A Genova diresse il quindicinale letterario L’indice al quale collaborò più volte il poeta americano Ezra Pound.
Fu in corrispondenza con Benedetto Croce. Scrisse vari saggi di critica letteraria: Rime del Berni e di berneschi del secolo XVI e Il Cavalier Marino. Suoi saggi critici e talvolta polemici contro il dannunzianesimo ed i futuristi apparvero su varie riviste tra cui Il Baretti, La Fiera Letteraria, L'Illustrazione italiana. Collaborò al quotidiano torinese La Stampa e promosse giovani scrittori come Attilio Bertolucci, Francesco Jovine, Fabio Tombari e lo stesso Zavattini; lodò gli esordienti Corrado Alvaro e Alberto Moravia. Del 1926 è il volume L’arte e la critica che presentò alcune figure di artisti come Giovanni Fattori, Paolo Emilio Demi e Lorenzo Gori.
Uno dei suoi interessi più intensi e persistenti fu comunque il teatro. Scrisse varie commedie e all'occasione divenne regista e attore.
Nel 1934 pubblicò il romanzo Mezzo matto che gli fruttò il Premio Viareggio.
Sempre nel 1934 fu sceneggiatore, con Ferruccio Cerio, del film drammatico Aurora sul mare tratto dal suo racconto La casa sul mare. Prodotto dalla Manenti Film, fu interpretato da Giovanna Scotto, Paolo Stoppa, Renzo Ricci, Ennio Cerlesi e Carlo Duse. Ne fu regista Giorgio Simonelli.
Nel 1939 si trasferì in Portogallo e nel 1941 succedette ad Aldo Bizzarri nella direzione dell’appena costituito Istituto italiano di cultura di Lisbona che guidò dal 1941 al 1950. In questo periodo furono rappresentati nel piccolo teatro dell'Istituto alcune opere teatrali di Carlo Gozzi e Vittorio Alfieri nonché varie pièces di autori contemporanei portoghesi con la regia dello stesso Saviotti che, successivamente, mise in scena altri lavori teatrali portoghesi e italiani. Spettacoli che quasi instaurarono a Lisbona una scuola innovatrice di teatro e rimasero per questo famosi ed esemplari. 
Nella scia di questo fervore teatrale pubblicò, a Lisbona gli importanti testi Historia do Teatro italiano (Ed. Cosmos 1944) e Filosofia do Teatro (Ed. Inquerito 1945).
Morì a Lisbona nel 1980.
Cesare Zavattini, in una sua lettera ad Aureliana Strulato, ricorda Gino Saviotti come   …un uomo sempre entusiasta di ciò che faceva con lampi di ingenuità e lampi di “scapigliatura”, una persona amabile e rispettabile senza mezzi termini….

## Opere
- I dolci inganni, poesie, Palermo, Sandron, 1915.
- Donne belle,romanzo, Milano, Grandi Firme, 1920.
- Rime del Berni e di berneschi del secolo XVI, antologia con introduzione e note, Milano, Antonio Vallardi, 1922.
- Il Cavalier Marino, saggio critico, Firenze, Le Monnier, 1929.
- Genio italico, saggio, Milano, Ed. Est, 1938.
- Il fanciullo rubato, romanzo, Milano, Antonio Vallardi, 1938.
- La maschera cinese, romanzo, Milano, Antonio Vallardi, 1938.
- Historia do teatro italiano, Lisbona, Cosmos, 1944.
- Filosofia do teatro, Lisbona, Inquerito, 1947.

### Teatro
- Cocorita, Torino, Le grandi Firme, Il Dramma, 12 novembre 1926.
- Un po' di amore, Torino, Le grandi Firme, Il Dramma, 15 novembre 1927.
- Il buon Silvestro, Torino, Le grandi Firme, Il Dramma, 1 marzo 1929.